# Profetie van de pausen
De Profetie van de pausen is een lijst van Latijnse motto’s, toegeschreven aan Sint Malachias (1094-1148), die een voorspelling geeft van toekomstige (tegen)pausen vanaf paus Celestinus II tot aan de beoogde laatste paus, Petrus de Romein, die de opvolger zou zijn van paus Benedictus XVI, wat zou inhouden dat paus Franciscus (de opvolger van voorgaande) deze paus in kwestie zou zijn. Met Petrus de Romein als pontifex zou de stad Rome in verval raken en de kerk verloren gaan, waarmee het einde der tijden zou worden ingeluid.
Paus Franciscus is de eerste die zich geen paus noemt, maar de "bisschop van Rome", daarin ligt bij uitstek; Petrus Romanus.

## Voorgeschiedenis
De namen van (tegen)pausen zouden aan Malachias zijn geopenbaard tijdens zijn bezoek aan paus Innocentius II in Rome. Hoewel de heilige deze voorspelling schriftelijk vastlegde, werd de lijst nooit gepubliceerd tot aan het jaar 1595, toen de geschiedkundige Arnold van Wyon op de lijst stuitte en hem vermeldde in zijn boek “Lignum Vitae”.

## Onderzoek en scepsis
Onderzoek van de in Latijn geschreven cryptische motto’s brachten onder andere medewerkers van de Catholic Encyclopedia ertoe om te concluderen, dat de lijst waarschijnlijk van latere origine is, waarbij gedacht werd aan het einde van de 16e eeuw. Deze conclusie was gebaseerd op het feit, dat de motto’s tot aan paus Pius V beter voor interpretatie vatbaar waren, dan de motto’s daarna. Een bijkomend detail is, dat in de lijst zelfs de namen van tegenpausen werden genoemd, hoewel die in de kerkannalen niet als rechtmatige pausen gelden. De slotconclusie was derhalve, dat het document ofwel een 16e-eeuwse vervalsing was of (en) niet toegeschreven behoorde te worden aan Sint Malachias.
Andere bronnen schrijven de lijst toe aan Nostradamus, die dan de lijst toegeschreven zou hebben aan Sint-Malachias om te voorkomen, dat hij als onheilsprofeet inzake het pausdom zou worden betiteld.
De auteur John Hogue wijdde een populair werk aan de lijst, “The Last Pope”, waarin hij in principe de authenticiteit van de profetie niet in twijfel trekt, hoewel hij open staat voor de bewering dat de lijst is samengesteld in een latere periode dan de 12e eeuw.

## Interpretatie van de motto’s
Voor de interpretatie komen verschillende criteria in aanmerking, die per paus verschillen en vaak suggestief zijn. Als criteria komen in aanmerking:
- Geboorteplaats
- Afkomst (familie, land of streek)
- Familienaam
- Kerkelijke functie (bisdom – kardinaalschap met titelkerk)
- Persoonlijk of ander wapenschild
- Een combinatie van twee of meerdere van bovengenoemde aspecten

### Voorbeelden

#### Voor 1572
|  | Paus                                | Motto (Latijn)       | Vertaling                         | Wapen | Interpretatie                                                                                |
|  | ----------------------------------- | -------------------- | --------------------------------- | ----- | -------------------------------------------------------------------------------------------- |
|  | Paus Celestinus II (1143-1144)      | Ex Castro Tiberis    | Van een kasteel aan de Tiber      |       | Geboren in Città di Castello, aan de oevers van de Tiber                                     |
|  | Paus Pius III (1503)                | De Parvo Homine      | Van een kleine man                |       | Familienaam “Piccolomini”: Piccoli uomini = kleine man                                       |
|  | Paus Clemens VII (1523-1534)        | Flos Pilaei Aegri    | Bloem van de bollen               |       | Familiewapen toont 6 bollen, waarvan 1 met een bloem                                         |
|  | Paus Clemens IV (1265-1268)         | Draco Depressus      | Een onderdrukte draak             |       | Wapen toont adelaar die een draak overwint                                                   |
|  | Tegenpaus Paschalis III (1164-1168) | Via trans-Tyberina   | Weg aan de overzijde van de Tiber |       | Kardinaal met de titelkerk Santa Maria in Trastevere                                         |
|  | Paus Paulus III (1534-1549)         | Hiacynthus Medicorum | De hyacint tussen de doktoren     |       | Wapen met 6 hyacinten en was kardinaal met de titelkerk SS. Cosmas e Damian, beiden doktoren |

#### Na 1572
Hoewel latere motto’s niet geheel als incorrect beschouwd moeten worden, zijn er verschillende die zelfs (nog) niet geïnterpreteerd konden worden. Voorbeelden van laatste zijn de motto's van paus Benedictus XIII (1724-1730), een lid van de Romeinse Orsini familie, die werd aangekondigd als “Miles in Bello” (Nederlands: een soldaat in de oorlog) en paus Benedictus XIV (1740-1758), aangekondigd als “Animal Rurale”, een landelijk dier.
Over het motto van paus Benedictus XVI (2005-2013) , “De Gloria Olivae” (de glorie van de olijf) bestaan verschillende interpretaties, waarbij voornamelijk de nadruk ligt op het feit dat de kardinaal de naam Benedictus aannam, verwijzend naar Sint Benedictus van Nursia wiens symbool een olijftak was. Als andere uitleg wordt gegeven, dat paus Benedictus XVI voordat hij paus werd kardinaal-bisschop was van Velletri-Segni, een plaats die in haar stadswapen 3 olijfbomen heeft (zie afbeelding hiernaast).

## De laatste paus
Het laatste motto (na dat van Benedictus XVI) beschrijft:
- "In persecutione extrema S.R.E. sedebit."
  - "Tijdens een extreme vervolging van de Heilige Roomse Kerk (Sancta Romana Ecclesia) zal zetelen."

Of andere vertaling, die grammatisch juister is :"De Heilige Roomse kerk zal in een laatste (of hevige) vervolging zitten".
Inderdaad, in de Lignum Vitae vormt de uitspraak "In psecutione extrema S.R.E. sedebit." een aparte zin en alinea op zichzelf. Hoewel het vaak wordt gelezen als onderdeel van de "Peter de Romein" profetie, beschouwen andere uitleggers het als een afzonderlijke, onvolledige zin die expliciet verwijst naar extra pausen tussen "glorie van de olijf" en "Peter de Romein".  Een andere vertaling en interpretatie van "S.R.E. sedebit" is waarschijnlijker. "S.R.E." wordt dan niet begrepen als een bezitsgenitief ("Sanctae Romanae Ecclesiae"), zoals de eerdere vertalingen, maar als een nominatief voor een zinsonderwerp: "Sancta Romana Ecclesia". Er staat dan : "De Heilige Roomse Kerk zal in een extreme [laatste] vervolging zitten." "S.R.E." is hier dus een nominatief van het onderwerp van een volwaardige zin. Deze laatste vertaling verdient de voorkeur vanwege de volgende drie elementen, die door de andere vertalingen worden geannuleerd: (1) het is een volledige zin (met onderwerp en werkwoord) en (2) het houdt rekening met het eindpunt (3) en met de scheiding met de volgende zin die "aan de andere lijn" gaat. Aldus worden de afzonderlijke zin en alinea in overeenstemming met de oude bronnen geëerbiedigd.
- Petrus Romanus, qui pascet oves in multis tribulationibus:
  - Petrus, de Romein, die zijn schapen zal hoeden gedurende vele wederwaardigheden :
- quibus transactis civitas septicollis diruetur,
  - en wanneer hieraan een einde komt, zal de zevenheuvelige stad verwoest worden,
- et Iudex tremendus iudicabit populum suum.
  - en de Grote Rechter zal zijn volk berechten.
- Finis."
  - Het Einde”.

Ter bevestiging van deze voorspelling hebben verschillende personen vanaf 1980 zichzelf aangekondigd als zijnde paus Petrus II
- Chester Olszewski, een priester in Pennsylvania (1980)
- Maurice Archieri, uit Parijs (1995)
- William Kamm, uit Keulen en opgepakt voor een zedendelict
- Aime Baudet, uit Brussel
- Julius Tischler, uit Duitsland

Een moderne voorspelling inzake de opvolger van paus Benedictus XVI komt van de theoloog Ronald L. Conte, die de Nigeriaanse kardinaal Francis Arinze beschouwt als meest papabile; bij zijn benoeming zou hij dan de naam Pius XIII aannemen. Contes suggestie over "Petrus II" is, dat hiermee slechts bedoeld wordt, dat de Rooms-Katholieke Kerk zich zal gaan manifesteren als superieur boven elke andere geloofsgemeenschap. Deze voorspelling is niet gerealiseerd, aangezien Benedictus XVI is opgevolgd door kardinaal Bergoglio, die de naam "Franciscus" heeft aangenomen. 
Toch ziet de theoloog het jaar 2040 als jaar waarin de periode van de Grote Verdrukking zal beginnen. Francis Arinze nadert ondertussen de negentig en komt niet meer als verkiesbaar in aanmerking.